# Frank György (orvos)
Frank György (Kiskunfélegyháza, 1910. február 8. – Budapest, Józsefváros, 1959. december 9.) sebészorvos, az orvostudományok kandidátusa (1957).

## Élete
Frank Miksa (1876–1954) banktisztviselő és Krausz Hajnalka fia. Alsó-és középiskoláit szülővárosában végezte. A Pázmány Péter Tudományegyetem orvosi karának hallgatója volt, ahol 1933-ban szerzett orvosi oklevelet. 1933 és 1940 között a budapesti III. számú Sebészeti Klinika orvosa, 1940–1941-ben a Nyomorék Gyermekek Otthonának orvosa, 1941–1943-ban a Szent Rókus Kórház sebésze, 1944–1945-ben a Központi Szükségkórház főorvosa, 1945-ben a Nemzeti Segély főorvosa volt. 1948-ban a Budapesti Tudományegyetem III. számú Sebészeti Klinikáján adjunktus volt. 1950–1952-ben az Országos Vérellátó Szolgálat igazgató főorvosaként dolgozott. 1953-től 1957-ig a Fővárosi Kun utcai Kórház Égés-sérülési osztályának főorvosa volt. Munkásságának eredményeképpen 1957-ben elnyerte a kandidátusi fokozatot. Halálát clostridium difficile fertôzés okozta.
Felesége Rosenberg Márta volt, akit 1943-ban vett nőül. Gyermekei dr. Frank Ágnes és Frank Judit.
A Kozma utcai izraelita temetőben nyugszik (1C-5-30)

## Munkássága
Égési, fagyási, vegyi szerektől származó marások sebészi megoldásával, sebészeti sokkal, vérérpreparálással foglalkozott. Elsőnek alkalmazott vékonybél szondázást. A világon elsőként alkalmazott nagy kiterjedésű égéseknél transzplantációt, bevezette a hibernációban történő műtétet. 

## Főbb művei
- A fertőző sárgaság új gyógyítása (Budapest, 1943)
- A műtét mint ingertherápia (Budapest, 1945)
- Az emlőrák kérdésének mai állása (Budapest, 1949)
- A chronikus végtag-osteomyelitisek radikális műtéti kezelése a penicillin korszakában (Furka Sándorral, Budapest, 1950)
- A traumatológia alapelemei (szerk., Budapest, 1953)
- Az égés, a forrázás és a vegyi marás korszerű gyógykezelése (Budapest, 1955)
- Égési sérülések műtéti kezelése (Budapest, 1956)
- Égéssérülések gyógykezelése (Budapest, 1957)
- A korai plasztika (Budapest, 1957)
- Az égési sérülés műtéti kezelésének elmélete és gyakorlata (Budapest, 1961)